# The Fable of the 'Good Fairy'
The Fable of the 'Good Fairy' è un cortometraggio muto del 1914, il cui soggetto è tratto da una storia di George Ade. La regia non è firmata. È l'unico film interpretato da Mabel Eaton, che muore un anno e mezzo dopo, nel gennaio 1916.

## Produzione
Prodotto dalla Essanay Film Manufacturing Company.

## Distribuzione
Distribuito dalla General Film Company, il film - un cortometraggio a una bobina - uscì in sala il 1º luglio 1914.